# Álvaro Tejero
Álvaro Tejero Sacristán (Collado Villalba, Madrid, Comunidad de Madrid, 20 de julio de 1996), más conocido como Álvaro Tejero, es un futbolista español que juega como defensa en el Aris Salónica F. C. de la Superliga de Grecia.

## Trayectoria
Su carrera empezó en 2004, con la edad de 8 años, jugando para el Club Unión Collado Villalba. 
Al año siguiente ingresó en el Benjamín A del Real Madrid. Fue progresando por todas las categorías inferiores del club blanco hasta que el 2 de diciembre de 2015 debutó con el primer equipo del Real Madrid en un partido de Copa del Rey ante el Cádiz.
El 26 de abril de 2017 Zinedine Zidane, entrenador del Real Madrid en aquella época, le hizo debutar en Primera División en una victoria por 2 a 6 ante el Deportivo de La Coruña.
En julio de 2018 fue cedido al Albacete Balompié de Segunda División para la temporada 2018-2019, después de haber disputado 102 encuentros con el Real Madrid Castilla. Desde el primer momento se asentó como titular indiscutible en el lateral derecho del equipo manchego.
El 26 de junio de 2019 la Sociedad Deportiva Eibar hizo oficial su fichaje hasta 2024. Tras un año en el conjunto armero, en octubre de 2020 fue cedido al Real Zaragoza de la Segunda División durante una temporada.
El 9 de julio de 2024, después expirar su contrato con la S. D. Eibar, fichó por el R. C. D. Espanyol hasta junio de 2025 con opción a otro año. Su contrato fue renovado tras conseguir la permanencia, pero el 14 de julio ambas partes llegaron a un acuerdo para su desvinculación y se unió al Aris Salónica F. C.

## Clubes
| Club                       | País   | Año       |
| -------------------------- | ------ | --------- |
| Real Madrid Castilla C. F. | España | 2015-2019 |
| Albacete Balompié (cedido) | España | 2018-2019 |
| S. D. Eibar                | España | 2019-2024 |
| Real Zaragoza (cedido)     | España | 2020-2021 |
| R. C. D. Espanyol          | España | 2024-2025 |
| Aris Salónica F. C.        | Grecia | 2025-     |